# Scopula addictaria
Scopula addictaria là một loài bướm đêm trong họ Geometridae.